# Siberische huiszwaluw
De Siberische huiszwaluw (Delichon lagopodum	) is een zangvogel uit de familie van de zwaluwen (Hirundinidae). Het is een trekvogel die broedt in  de gematigde streken in Oost-Azië (Siberië) en overwintert in Zuidoost-Azië. De vogel werd beschouwd als ondersoort van de (gewone) huiszwaluw maar verschilt daarvan zowel op grond van uiterlijke kenmerken, als geluid en keuze van broed- en overwinteringsgebied.